# Поживна речовина
Поживна́ речовина́ (або нутріє́нт) — необхідна для життя і росту організму, хімічна речовина, яку організм отримує з довкілля. Тварини споживають поживні речовини з їжею, а рослини безпосередньо з ґрунту та повітря.
Поживні речовни діляться на органічні та неорганічні. До органічних поживних речовин належать вуглеводи, білки, жири та вітаміни. До неорганічних — мінерали, як, наприклад, сіль. Кисень і вода, хоча вони й необхідні для життя багатьох організмів і поступають з довкілля, поживними речовинами не вважаються.
Поживна речовина називається незамінною, якщо без неї організм не може жити й гине. Перелік поживних речовин і незамінних поживних речовин різний для різних організмів. Наприклад, вуглекислий газ не є поживною речовиною для людини, але є незамінною поживною речовиною для зелених рослин.